# Major Theater War
Major Theater War (zu dt.: „Haupt-Kriegsschauplatz“), alternativ auch Major Regional Conflict genannt, ist ein Schlagwort, welches den Inhalt einer Doktrin der Streitkräfte der Vereinigten Staaten verkürzt umschreibt. Sie wurde unter der Regierung Clinton ausgearbeitet.
Inhalt der Militärdoktrin war, dass eine größere kriegerische Auseinandersetzung als solche eingestuft wurde. Die Aufgabe der Streitkräfte sollte es daraufhin sein, unter Umständen zwei dieser Kriege gleichzeitig an jedem Ort auf der Erde zu führen. Dabei wurde die Reaktionsgeschwindigkeit des Militärs auf eine Krise dem gleichzeitigen Aufbau von genügend Kampfkraft für zwei Konfliktbeteiligungen untergeordnet.
Unterstützung durch Verbündete war in der Doktrin explizit vorgesehen, die damit der Außenpolitik der Vereinigten Staaten z. T. eine Richtung vorgab.  Im Laufe der Zeit wurden die massiven Truppenstationierungen der USA in Nahost und Ostasien vom Militär als realistische Vorbereitung auf zwei große Kriege verstanden.
Im Zuge der zunehmenden Verkleinerung der Streitkräfte sowie die Asymmetrisierung des Krieges wurde die Doktrin von der Regierung Bush aufgegeben. Verteidigungsminister Donald Rumsfeld forcierte im Gegenzug die Möglichkeit des Militärs, einen einzigen großen Krieg schneller als bisher zu gewinnen. Dies sollte durch eine erheblich verbesserte Kommunikation aller einbezogenen Einheiten, die Einführung der Auftragstaktik und eine neue Beschaffungspolitik erreicht werden.
George W. Bush ließ Zweifel an der Gültigkeit der MTW-Strategie aufkommen, indem er im Jahre 2002 das Recht auf Präventivschläge erstmals in einer Rede vor Absolventen der Militärakademie West Point beanspruchte. Eine vollwertige Alternative stellte dann die ausgearbeitete 1-4-2-1-Strategie dar.